# Kanász-Nagy Máté
Kanász-Nagy Máté (Budapest, 1986. október 3. –) magyar szociálpolitikus, politikus. 2018 és 2020 között az LMP titkára, 2020-tól 2022-ig férfi társelnöke. 2022-től országgyűlési képviselő.

## Életrajz
Hároméves kora óta él Újpesten. 2010-ben végzett szociálpolitikusként az Eötvös Loránd Tudományegyetemen; 2010 óta aktív párttag az LMP-ben. 2011-től dolgozik az LMP frakciójánál tanácsadóként. 2015-től az LMP ifjúsági szakszóvivője, majd 2017-től szóvivője. 2018 májusában az LMP székesfehérvári kongresszusa az LMP Országos Elnökségének titkárává választotta. 
Több önkormányzati választáson indult Újpesten. 2014 novemberében az LMP őt indította az újpesti időközi országgyűlési választáson. A 2018-as magyarországi országgyűlési választáson az LMP képviselőjelöltje a Budapest 11. OEVK-ben és az országos lista 8. helyén.
A 2019-es önkormányzati választásokon Budapest 04. kerületének egyéni önkormányzati képviselője lett, majd Újpest népjóléti ügyekért felelős alpolgármesterré választotta meg a testületi többség.  
2020. augusztus 30-án az LMP L. Kongresszusa az LMP – Magyarország Zöld Pártja társelnökévé választotta. Ezt a tisztségét 2022-ig töltötte be.